# Envigado
Envigado és un municipi de Colòmbia, ubicat al Valle de Aburrá del departament d'Antioquia. Limita al nord amb el municipi de Medellín, al sud amb el municipi de El Retiro i Caldas, i a l'oest amb els municipis de Sabaneta i Itagüí. El seu nom prové del fet que en aquest lloc hi havia grans arbres, la fusta dels quals s'utilitzava per fer bigues (en castellà vigas) per a les cases. Altres teories diuen que l'origen és un antic pont de bigues o envigados (carcassa de bigues), que es feia servir per entrar a la població.